# TUR Stanisławów
TUR Stanisławów – polski klub piłkarski z siedzibą w mieście Stanisławów (obecnie Iwano-Frankiwsk na Ukrainie), działający w latach 1928–1934.

## Historia
Chronologia nazw:
- 1928: T.U.R. Stanisławów
- 1934: klub rozwiązano

Towarzystwo Uniwersytetu Robotniczego, w skrócie TUR zostało założone w Stanisławowie w latach 20. XX wieku. W 1928 roku drużyna zadebiutowała w rozgrywkach Klasy C podokręgu Stanisławowskiego Lwowskiego OZPN. Po zwycięstwie w swojej grupie zespół awansował do turnieju finałowego podokręgu stanisławowskiego. W finale uplasował się tuż za zwycięzcą, klubem Jedność Stanisławów. Od 1929 do 1933 występował w rozgrywkach Klasy B podokręgu stanisławowskiego. W sezonie 1934 ponownie zagrał w klasie B, ale już Stanisławowskiego ZOPN. Ale zajął ostatnie miejsce i został zdegradowany, po czym klub przestał istnieć.

## Sukcesy
- Klasa C Mistrzostw Lwowskiego OZPN:
  - wicemistrz (1x): 1928 (podokręg stanisławowski)